# ガボン海軍艦艇一覧
ガボン海軍艦艇一覧は、ガボン共和国海軍が過去保有した、または現在保有する、または将来保有する予定の、未完成・計画中止を含めた歴代艦艇一覧である。
凡例

## 現有勢力（2024年現在）
- 国防予算：2億8,000万ドル[1]
- 海軍人員：600名[1]
- 艦船隻数：11隻（排水量20t以上）[1]

哨戒艇×10
揚陸艇×1
- 航空機数1機[1]

陸上固定翼機×1